# Фахризаде, Мохсен
Мохсен Фахризаде Махабади (перс. محسن فخری‌زاده مهابادی‎; 21 марта 1961, Кум — 27 ноября 2020, Абсард, Тегеран) — иранский военный физик. Офицер Стражей исламской революции и преподаватель физики в Университете имама Хусейна в Тегеране. По данным Совета безопасности ООН, Фахризаде был старшим научным сотрудником Министерства обороны Ирана и Вооружённых сил Ирана и руководителем Центра физических исследований (PHRC). Возглавлял «Проект Амад» — тайную программу по созданию ядерной боеголовки для баллистических ракет. Был высокопоставленным офицером Корпуса стражей исламской революции. 27 ноября 2020 года убит в результате вооружённого нападения ().

## Ранние годы
Родился в 1961 году в Куме.
После Исламской революции 1979 года вступил в Корпус стражей исламской революции.

## Проект 111
Согласно данным ООН, Фахризаде был старшим научным сотрудником министерства обороны и вооружённых сил и руководителем Центра физических исследований (ЦФИ). МАГАТЭ попросило взять у него интервью о деятельности ЦФИ в период, когда он его возглавлял, но он отказался.
Западная разведка утверждала, что он был ответственным за ядерную программу Ирана — так называемый «Проект 111». Западные страны заявляют, что «Проект 111» является или являлся попыткой создать в Иране ядерную бомбу, хотя Иран в обычных случаях доказывал через наблюдателей МАГАТЭ, что его ядерная программа предназначена исключительно для гражданских целей и что информация, предоставленная западными спецслужбами, является фальшивкой. Согласно данным американского издания «The New York Times», Фахризаде был описан в секретных частях отчётов американской разведки как глубоко вовлечённый в усилия по разработке ядерной боеголовки для Ирана.
Во внутренней иранской документации 2007 года, которая якобы попала в распоряжение издания «The Sunday Times», Фахризаде был назван председателем Группы по расширению развёртывания передовых технологий (FEDAT), прикрывающей название организации, осуществляющей иранскую программу создания ядерного оружия. В документе, озаглавленном «Перспективы специальных мероприятий, связанных с нейтронами, на следующие 4 года», излагается четырёхлетний план разработки нейтронного инициатора на основе дейтерида урана.

## Смерть
27 ноября 2020 года на Фахризаде было совершено покушение. Фахризаде получил тяжёлые ранения и был срочно отправлен в больницу, где он скончался от полученных ран.
Сразу после нападения официальные источники сообщили о столкновении между охраной ядерщика и некими «террористами», в результате которого были якобы убиты сам физик, его телохранитель и несколько нападавших. В последующем официальная версия разбилась на несколько противоречащих друг другу полуофициальных.
В сентябре 2021 года The New York Times опубликовала подробную статью, со ссылкой на неназванных сотрудников спецслужб, о том, что Фахризаде был убит в результате операции Моссада с помощью дистанционно управляемого пулемёта, установленного на автомобиле. Автомобиль после убийства взорвался, чтобы уничтожить пулемёт, но это удалось не полностью.
В 2010—2012 годах четверо иранских ядерных экспертов были убиты. Тегеран обвинял в их гибели Израиль, но доказательств этому нет. Фахризаде несколько лет назад также пережил неудачное покушение. Спецслужбы Ирана полагали, что покушение на физика-ядерщика Мохсена Фахризаде возможно, но отнеслись к этому несерьёзно.
Анализ
Наблюдатели считают, что убийство Фахризаде может быть связано с намерением Израиля не допустить, чтобы избранный президент США Джо Байден мог начать переговоры о возвращении США в договор с Ираном.